# Servizio statistico statale dell'Ucraina
Il Servizio statistico statale dell'Ucraina (in ucraino Державний Комітет Статистики України?, Deržavnyi Komitet Statystyky Ukraïny) è un'agenzia governativa ucraina che raccoglie, analizza e pubblica le informazioni statistiche sull'economia, la popolazione e la società nel paese.
Dal 2010 è sotto il controllo del Ministero dello sviluppo economico e del commercio.